# Mackinac Island
Mackinac Island város az USA Michigan államában, Mackinac megyében. Lakosainak száma 583 fő (2020. április 1.).

## Népesség
A település népességének változása:
| Lakosok száma | 720  | 492  | 583  |
|               | 1880 | 2010 | 2020 |